# Општина Скобинци (Јаши)
Скобинци (рум. Scobinţi) општина је у Румунији у округу Јаши.
Oпштина се налази на надморској висини од 262 m.